# Lorizon Aircraft
Smart Aviation
Lorizon Aircraft, connu sous le nom commercial de Lorizon,  est une société d'aviation française possédant deux avions Embraer 135, basée initialement sur l'aéroport de Lorient-Bretagne-Sud en Bretagne.
Aujourd'hui, Lorizon loue son premier avion à la compagnie Thalair, filiale de Valljet, la première compagnie d'aviation d'affaires privée française. 

## Histoire

### Lorizon Aircraft

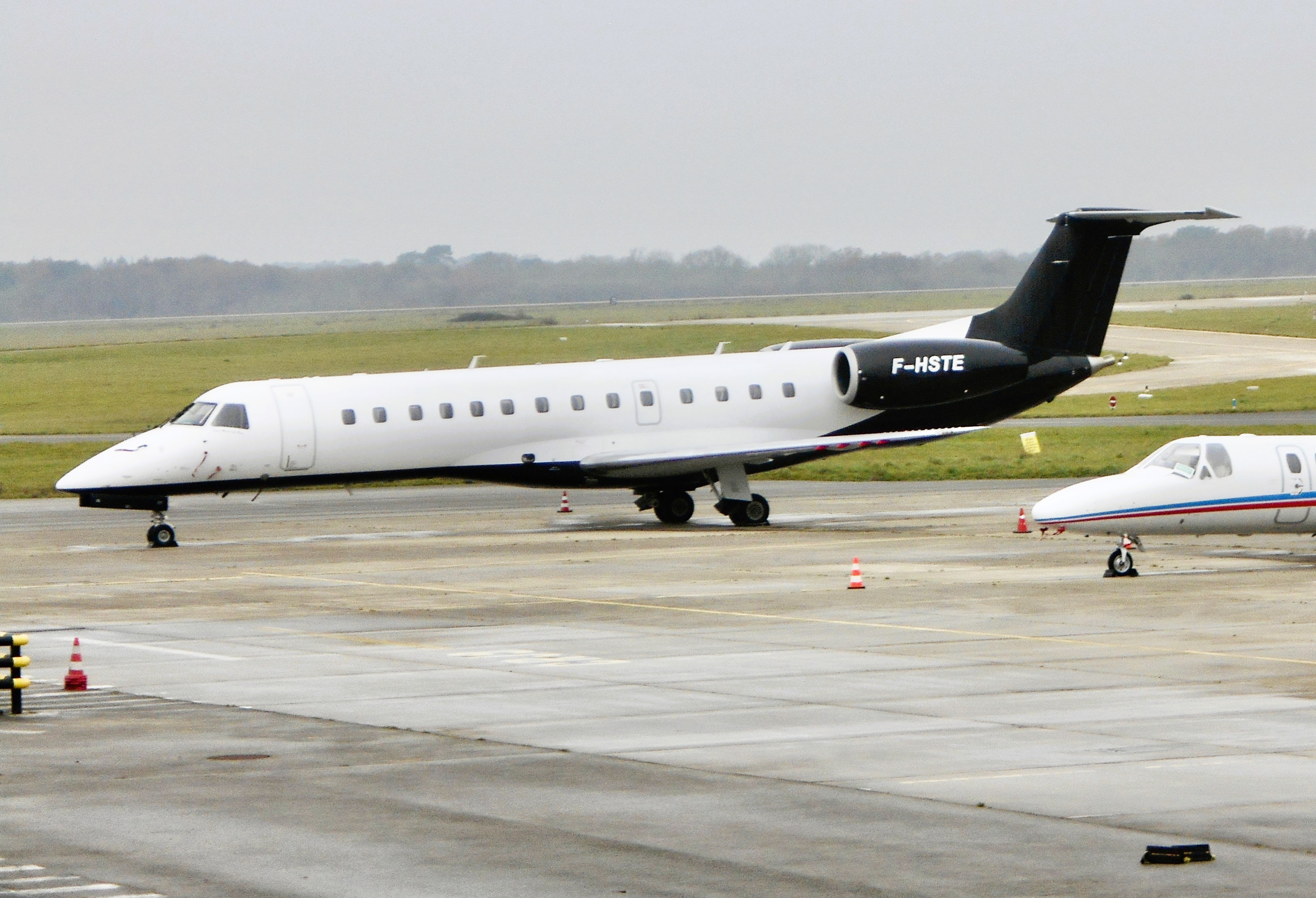
Embraer ERJ135 F-HSTE de Lorizon Aircraft à l'aéroport de Lorient le 11 décembre 2022

Le 1 juillet 2022, l'investisseur breton Maxime Ray, gestionnaire de fonds d'investissement au Luxembourg et Dubaï, créé dans le plus grand secret la société d'aviation Lorizon Aircraft. 
Maxime Ray a acquis un premier avion Embraer de type ERJ 135 de 37 places avec pour idée de proposer au départ de l'aéroport de Lorient, des vols d’affaires entre Lorient et Inverness en Écosse,,, et au niveau domestique vers Paris, Toulon et Lyon en ouvrant ces vols réservés par les entreprises au public pour les compléter.
Lorizon proposera également de l'affrètement sportif (déplacement des sportifs et son staff), incentive (voyage pour motiver les employées d'une entreprise) ou corporate (voyage d'affaires).
Maxime Ray, ancien Président du club de football de Vannes (Vannes Olympique Club) s'est associé à Philippe Canaba,, dirigeant de la société d'aviation "Sparfell France" devenue en 2023, "Millésime Aviation".
C'est sous le certificat de transporteur aérien (CTA) de Millésime Aviation (MIM) que sont commercialisés les vols de Lorizon.
Le projet, modèle pour désenclaver le territoire, est soutenu sans financement public, par la Chambre de commerce et d'industrie du Morbihan et Lorient Agglomération visant à relancer l’aéroport de Lorient - Bretagne Sud abandonné par Air France en mars 2021 (lignes vers Paris/Roissy et Lyon) et à la suite de la crise sanitaire du coronavirus.
Un centre de maintenance est également prévu de s'installer sur l'aéroport de Lorient avec 6 techniciens qui attirerait d’autres compagnies aériennes en recherche de centres de maintenance dézonés où les frais de parking sont beaucoup moins chers que d'autres aéroports comme Le Bourget par exemple.
Quatorze emplois sont créées pour l'instant soit 8 pilotes et hôtesses et 6 techniciens de maintenance.
Deux avions Embraer 135 ont été achetés à la compagnie aérienne Britannique Loganair pour 8 millions d'euros,.
Lorizon prévoit d'en acheter un troisième et un Embraer ERJ-145 de 50 places pour les positionner sur le Finistère.
Le premier Embraer est arrivé sur l'aéroport de Lorient le 10 décembre 2022aux couleurs de Lorizon (noir et blanc faisant rappeler la Bretagne), immatriculé F-HSTE (ex-G-SAJB, c/n 145431) et avec comme nom de baptême "Jean-Marie Le Bris", pionnier breton de l'aviation.
L'avion a été présenté aux élus le dimanche 11 décembre sur le tarmac de l'aéroport de Lorient.
Le premier avion assure le rapatriement des marins-pêcheurs du groupe Les Mousquetaires (Intermarché) en base avancée à Inverness en Ecosse comme le faisait depuis 1974, les compagnies locales Air Lorient (1974-1986), la compagnie aérienne Diwan la filiale d'Air Provence (1992-1997), Air Bretagne (1997-2001), Air ITM (2005-2021) puis VallJet (2022).
Enfin, le week-end ou parfois en semaine, l'Embraer ERJ-135 transporte les footballeurs professionnels de la ligue 1 ou 2 (Stade Malherbe Caen, Athletic Club ajaccien, Angers Sporting Club de l'Ouest, Chamois niortais Football Club, Football Club des Girondins de Bordeaux, Stade de Reims, Stade Lavallois...)  ou l'équipe féminine du Brest Bretagne Handball (BBH) évoluant en première division.
Lorizon Aircraft attend toujours son second Embraer 135 de 37 places qui lui a été livré le 21 mars 2023 et qui est parti d'Abderdeen (vol LG135) pour  Vilnius en Lituanie. Il est actuellement en préparation et restauration complète (peinture extérieure et réaménagement intérieur repensé pour un confort optimal) chez Jet Maintenance Solutions à Vilnius. Cet appareil vient également de la flotte de Loganair (immatriculation G-SAJT, c/n 145376).
La société Lorizon prévoit rapidement des vols d'entreprises ouverts au public vers Paris (Le Bourget), Lyon, Toulon et même la Pologne, des vols pour les entreprises comme la Scapêche (Intermarché), Naval Group, Bigard, C.G.I. service numérique et conseils ou la Marine Nationale ou toutes autres entreprises des bassins de Lorient-Quimperlé, Vannes, Quimper et Pontivy, plus d’une centaine d’entreprises situées de 45 minutes à une heure de Lorient.
Néanmoins, bien qu'annoncé pour fin janvier 2023, les vols "grand public" n'ont pas encore pu démarrer, en cause la crise en Ukraine qui a bousculé les plans de vols de Lorizon/Millesime et l'occupation illicite des gens du voyages du parking de l'aéroport de Lorient qui ne permet plus d'accueillir en toute sécurité du public.
Elle prévoit également si la demande est là, des vols commerciaux non réguliers comme pour Chambery l'hiver pour aller skier et ceci afin d’optimiser les deux ERJ 135 en envisageant également d’effectuer des vols aériens médicaux (Evasan) et charters.
Le modèle économique de la société Lorizon proposant la mixité des vols d'affaires (réservés aux entreprises affrétant l'avion) et vols commerciaux (places restantes ouvertes au public) plait et d'autres Chambres de commerce et d'industrie de l'Ouest ou du reste du territoire sont  intéressées pour dupliquer le même modèle chez eux comme les CCI de Saint-Etienne, Agen ou Pau.
Le 22 avril 2023, une trentaine de militants écologistes d’Extinction-Rébellion se sont allongés quelques minutes dans le centre-ville de Lorient pour protester contre l’arrivée de ces deux jets privés à Lorient, un moyen de transport jugé très polluantpar l'association militante tout comme pour Europe Ecologie Les Verts.
En décembre 2023, Maxime Ray a créé l'agence de voyages Eoline, basée au centre des affaires de Lorient-La base (ancienne base sous-marine de Lorient) tout comme sa société Lorizon Invest (détenue également par Georges Sampeur, actionnaire au FC Lorient et CEP Lorient Breizh Basket et président du conseil d'administration de Pierre et Vacances-Center Parcs,).
Pour 2023, Lorizon a effectué 127 mouvements sur l'aéroport de Lorient, 78% étaient affrétés par des entreprises bretonnes pour des déplacements en France et en Europe, les 22% restant pour des déplacements sportifs.
Le projet de ligne Lorient-Lyon était bien avancé mais à échoué tout comme la vente de billets grand public pour Inverness par rapport à la réglementation en vigueur notamment pour une question de Douane. Le centre de maintenance prévu par Lorizon ne pourra finalement pas être implanté à Lorient en raison du caractère militaire de la plateforme de Lorient-Lann Bihoué.
Au printemps 2024, le premier ERJ135 est toujours à Saint Brieuc et le second à Vilnius en attente de location. Trois opérateurs sont sur les rangs pour réaffecter les avions avec peut être un projet pour Lorient suivant l'opérateur qui va reprendre la location des avions. 
La société Eoline est dissoute le 31 juillet 2024[source insuffisante].
Depuis octobre 2024, l'ERJ-135 F-HSTE est exploité par la compagnie aérienne Thalair (code OACI : TLJ), filiale de la compagnie VallJet'''''''. L'avion est basé au Bourget. Le second appareil est immatriculé en décembre 2024 à l'ile de Man sous l'immatriculation M-ABTC puis en janvier 2025 sous M-TATI.

### Millesime Aviation

Logo de Millesime-Aviation, société sœur

Cette société d'aviation détentrice du certificat de transporteur aérien FR.AOC.0133, a été créée d'abord sous le nom de Speedwings France (SWF) en décembre 2019.
Le siège de la société est à Andernos-les-Bains.
En janvier 2021, la société devient Sparfell France (SPF) avec l'arrivée d'un gros actionnaire du nom de "Sparfell Aviation Group", un groupe d'aviation Suisse qui a acheté en outre la compagnie d'aviation d'affaires de Niki Lauda en 2019, entre au capital en rachetant Speedwings.
En décembre 2022, elle change d'actionnariat et devient Millesime Aviation (MIM) tout en conservant sa collaboration avec Sparfell[réf. souhaitée].
Millesime est détentrice de plusieurs avions dont  un Embraer 500 Phenom 100 immatriculé F-HYRL et un Cessna 550 Citation Bravo immatriculé F-HGCF qui sont basés sur l'aéroport de Bordeaux[réf. souhaitée].
Le Tribunal de Commerce de Bordeaux plaçait Millésime Aviation en redressement judiciaire le 24 avril 2024 avant de prononcer la liquidation judiciaire le 09 juin 2024,.

## Flotte
- 2x Embraer ERJ 135-ER : F-HSTE[54] et M-TATI.